# Victoria Mudd
Victoria Mudd (* 5. Mai 1946 in Los Angeles) ist eine US-amerikanische Dokumentarfilmerin.

## Leben und Wirken
Victoria Mudd wuchs in Hancock Park, einem Stadtviertel von Los Angeles, auf und besuchte dort die Marlborough School. Anschließend studierte sie Anthropologie an der Stanford University und schloss 1968 mit dem Master ab. Danach erlangte sie an der Antioch Graduate School 1971 den Master of Arts in Teaching (MAT). Im Anschluss unternahm sie eine Reise nach Nepal, die ihr Interesse an den Tibetern weckte, über die sie später einen Dokumentarfilm drehte.
Beeinflusst durch die Arbeit von Frances H. Flaherty, wandte sich Mudd der Filmbranche zu. Sie absolvierte das Regisseur-Programm des American Film Institute. 1980 gründete sie mit Maria Florio, einer Grafikdesignerin und ehemaligen Fotografin bei National Geographic, das Unternehmen Earthworks Films Inc., um Dokumentarfilme zu produzieren. Ihr erster Film, Broken Rainbow, handelte von der zwangsweisen Umsiedlung tausender Navajo auf Grund wirtschaftlicher Interessen. Mudd und Florio wurden 1986 für diese Produktion mit einem Oscar in der Kategorie Bester Dokumentarfilm ausgezeichnet.
Gemeinsam mit Tom und Sue Peosay (Zambuling Pictures), die bereits in Tibet gedreht hatten, produzierten Mudd und Florio den Dokumentarfilm Tibet: Cry of the Snow Lion, der das Leben der Tibeter nach dem Einmarsch der Chinesen thematisiert und Aufnahmen des Dalai Lama zeigt. Insgesamt dauerte die Entstehung des Films zehn Jahre und erforderte neun Reisen nach Tibet. Ab 2002 lief er auf verschiedenen Festivals.
Mudd lehrte von 2006 bis 2010 als Professorin für Media Studies am Pitzer College in Claremont. Sie hält Vorträge und Workshops über die Darstellung von Indianern in Hollywoodfilmen.

## Filmografie
- 1985: Broken Rainbow
- 2002: Tibet: Cry of the Snow Lion
- 2005: Findhorn